# Walk My Way
「Walk My Way」（ウォーク・マイ・ウェイ）は、日本の女性ポップシンガー『横山ルリカ』1枚目のシングル。2013年6月19日にビクターエンタテインメント（FlyingStar Records）からリリース。楽曲のプロデュースは前山田健一（ヒャダイン）が担当した。

## 背景・制作
女性アイドルグループ「アイドリング!!!」の現役メンバーが、ソロ名義で初めて発売したシングルCDである。
発表の経緯は、2013年4月13日のアイドリング!!!ライブ公演にて、以前から検討中だったソロデビューの件をサプライズ形式で公表した。決定の報を聞かされた本人は感激のあまり涙したが、当初は必ずしもソロデビューに肯定的ではなかったため「嬉しさと不安で複雑な気持ちだった」と後に懐述している。
以前から横山を高く評価していた前山田健一がプロデュースを担当。
2012年に前山田とBase Ball Bear小出祐介の対談で「アイドルで歌上手い人は誰」の話題で両者が「遠藤舞」に次いで「横山ルリカ」を挙げた、と小出のラジオ番組で遠藤に語ったエピソードかある。当時はアイドリング!!!に関わりの無かった両名が、奇しくも前山田が横山、小出が遠藤のデビュー曲を提供した。

## リリース
シングルCDは、初回限定盤A・B、通常盤A・Bの全4種でリリースされた。各形態の初回生産分に「応募券」が1枚付属しており、全4枚を期間までに応募すると、抽選で限定特典が貰えるキャンペーンを行った。すべての初回生産分に「特典トレーディングカード」（全4種の内1種）の封入特典が付く。

## プロモーション
シングルのプロモーションで、下記のメディアに出演した。
【テレビ番組】
- ミュージックドラゴン（2013年6月7日、日本テレビ）
- ミュージャック（2013年6月7日、関西テレビ）
- GiRLPOP TV（2013年6月12日、MUSIC ON! TV）
- J-POPランキング（2013年6月15日、BS朝日）
- スッキリ!!（2013年6月20日、日本テレビ）

【配信番組】
- ザ・プライムショー（2013年6月4日 - 6日・11日 - 13日、ニコニコ生放送）

【ラジオ番組】
- 菊地亜美の1ami9（2013年6月8日、ラジオ日本）
- SUPER☆GiRLS宮崎理奈のナイスみやり!（2013年6月25日、ラジオ日本）
- RADIO DRAGON（2013年6月26日、TOKYO FM）

## ミュージック・ビデオ
リリースに先駆けて、楽曲のショートバージョンがYouTubeで無料公開された。2013年6月11日付のGyaO!映像デイリーランキング（音楽部門）で1位、総合部門で2位を記録。4種の衣装で都内各所を闊歩する姿が印象的である。

## ライブ・パフォーマンス
発売に関連したインストアイベント・ミニライブを、以下の日時・場所で実施した。
- 「Walk My Way」発売記念イベント（2013年6月）
  - 15日 名古屋近鉄パッセ 屋上
  - 16日 阪急西宮ガーデンズ 4Fスカイガーデン木の葉のステージ
  - 18日 ラフォーレ原宿 6Fラフォーレミュージアム
  - 19日 池袋サンシャインシティアルパ B1噴水広場
  - 20日 大阪あべのキューズモール 3Fスカイコート
  - 21日 葛飾アリオ亀有 1Fイベント広場
  - 22日 お台場ヴィーナスフォート 2F教会広場
  - 23日 東京ドームシティ ラクーアガーデンステージ

楽曲は、2013年5月3日のアイドリング!!!Zepp大阪公演で初披露。ほか下記のイベントなどで披露している。
- アイドリング!!!西へ!東へ!!ミステリィツアーング!!!2013
  - （2013年5月3日、Zepp NambaOSAKA）
  - （2013年6月1日、Zepp DiverCity）
- TOKYO IDOL FESTIVAL 2013（2013年7月28日、お台場・青海特設会場 SMILE GARDEN）

## メディアでの使用
収録曲は以下のメディアで使用された。
「Walk My Way」
- 日本テレビ系『ミュージックドラゴン』POWER PLAY
- 福岡放送『ナイトシャッフル』エンディングテーマ曲
- ファッション誌『sweet』8月号CMソング

「街のアカリ」
- ハウステンボス『夏の光の王国』CMソング

## シングル収録トラック
| #  | タイトル                       | 作詞・作曲 | 編曲     | 時間 |
| -- | ------------------------------ | ---------- | -------- | ---- |
| 1. | 「Walk My Way」                | 前山田健一 | 板垣祐介 | 4:25 |
| 2. | 「永遠に咲く花」               | 前山田健一 | 藤澤慶昌 | 4:19 |
| 3. | 「Walk My Way」(Instrumental)  |            |          | 4:24 |
| 4. | 「永遠に咲く花」(Instrumental) |            |          | 4:18 |

| #  | タイトル                     | 作詞 | 作曲・編曲 |
| -- | ---------------------------- | ---- | ---------- |
| 1. | 「Walk My Way」(Music Video) |      |            |

| #  | タイトル                      | 作詞 | 作曲・編曲 |
| -- | ----------------------------- | ---- | ---------- |
| 1. | 「Walk My Way」(Making Video) |      |            |

| #         | タイトル                       | 作詞       | 作曲       | 編曲      | 時間  |
| --------- | ------------------------------ | ---------- | ---------- | --------- | ----- |
| 1.        | 「Walk My Way」                | 前山田健一 | 前山田健一 | 板垣祐介  | 4:25  |
| 2.        | 「永遠に咲く花」               | 前山田健一 | 前山田健一 | 藤澤慶昌  | 4:17  |
| 3.        | 「街のアカリ」                 | SUIMI      | 板垣祐介   | 板垣祐介  | 5:04  |
| 4.        | 「Walk My Way」(Instrumental)  |            |            |           | 4:24  |
| 5.        | 「永遠に咲く花」(Instrumental) |            |            |           | 4:17  |
| 6.        | 「街のアカリ」(Instrumental)   |            |            |           | 5:02  |
| 合計時間: | 合計時間:                      | 合計時間:  | 合計時間:  | 合計時間: | 27:32 |

| #         | タイトル                       | 作詞       | 作曲       | 編曲      | 時間  |
| --------- | ------------------------------ | ---------- | ---------- | --------- | ----- |
| 1.        | 「Walk My Way」                | 前山田健一 | 前山田健一 | 板垣祐介  | 4:25  |
| 2.        | 「永遠に咲く花」               | 前山田健一 | 前山田健一 | 藤澤慶昌  | 4:17  |
| 3.        | 「Don't Cry」                  | SUIMI      | 板垣祐介   | 板垣祐介  | 4:40  |
| 4.        | 「Walk My Way」(Instrumental)  |            |            |           | 4:24  |
| 5.        | 「永遠に咲く花」(Instrumental) |            |            |           | 4:17  |
| 6.        | 「Don't Cry」(Instrumental)    |            |            |           | 4:38  |
| 合計時間: | 合計時間:                      | 合計時間:  | 合計時間:  | 合計時間: | 26:44 |